# Boucles de la Mayenne
De Boucles de la Mayenne is een meerdaagse wielerwedstrijd in Frankrijk. De ronde, die sinds 2005 uit een proloog en drie etappes bestaat, voert door het departement Mayenne in de Pays de la Loire. De wedstrijd is sinds 1975 ieder jaar georganiseerd. Tot 2005 was de wedstrijd een koers voor de amateurs. Daarna, met de komst van de continentale circuits, maakte de Boucles de la Mayenne deel uit van de UCI Europe Tour en was daarin geclassificeerd in de 2.1-categorie. In 2020 werd ze ingedeeld bij de UCI ProSeries.

## Lijst van winnaars

### Meervoudige winnaars
| Overwinningen | Renner               | Jaren            |
| ------------- | -------------------- | ---------------- |
| 3             | Serge Coquelin       | 1980, 1982, 1984 |
| 2             | Philippe Dalibard    | 1987, 1989       |
| 2             | Stéphane Petilleau   | 1999, 2000       |
| 2             | Freddy Bichot        | 2002, 2008       |
| 2             | Mathieu van der Poel | 2017, 2018       |

### Overwinningen per land
| Overwinningen | Land                                                                        |
| ------------- | --------------------------------------------------------------------------- |
| 40            | Frankrijk                                                                   |
| 2             | Nederland                                                                   |
| 1             | Australië, Canada, Estland, Italië, Japan, Spanje, Wit-Rusland, Zwitserland |